# Seyyed Zia'eddin Tabatabai
 (février 2019).
Si vous disposez d'ouvrages ou d'articles de référence ou si vous connaissez des sites web de qualité traitant du thème abordé ici, merci de compléter l'article en donnant les références utiles à sa vérifiabilité et en les liant à la section « Notes et références ».

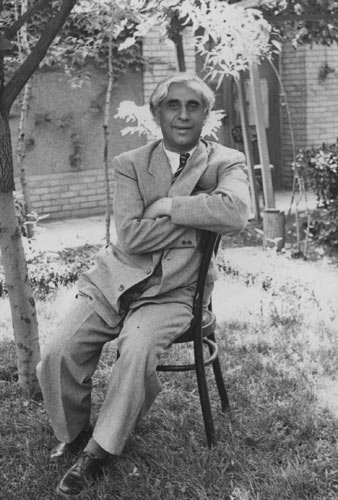
Seyyed Zia al Din Tabatabai en 1955

Seyyed Zia'eddin Tabātabāi (en persan : سیدضیاءالدین طباطبائی) était un politicien iranien né en 1888 et mort à Téhéran le 29 août 1969. Il fut Premier ministre d'Iran de février à juin 1921 sous Ahmad Chah, dernier des Chahs de la dynastie Qajar.

## Biographie
Né à Chiraz, Tabātabāi prend le pouvoir lors d'un coup d'État avec l'aide de Reza Khan Mirpanj, qui devient ensuite Chah d'Iran sous le nom de Reza Chah Pahlavi.
Quand Tabātabāi devient premier ministre, il n'a pas plus de trente ans. Sa carrière a cependant commencé très tôt. À Chiraz, il a d'abord ouvert un journal appelé Banāy-i Islam (« Fondations de l'islam »), suivi par le journal Ra'd (« Tonnerre ») à l'âge de 23 ans. Après que Ra'd fut fermé par les autorités, il publie un autre journal appelé Bargh (« Éclairage ») et devient actif lors de la révolution constitutionnelle de l'Iran.
Ses tendances politiques sont pourtant pro-britanniques. Ses liens avec les Britanniques étaient si étroits que même après que sa carrière politique fut terminée en Iran et qu'il fut envoyé en exil en Palestine, il fut engagé en tant que conseiller par le gouvernement d'Afghanistan avec le soutien des Britanniques. Téhéran l'a dénoncé avec véhémence, poussant Kaboul à retirer l'initiative.
Il est mort à l'âge de 80 ans à Téhéran d'une attaque cardiaque et est enterré à Ray.
Peu de temps après sa mort, la propriété de sa résidence dans le nord de Téhéran a été transféré à la SAVAK puis transformée en ce qui est aujourd'hui la prison d'Evin, principale prison accueillant les prisonniers politiques en Iran, à la fois avant la révolution iranienne et après.